# Mickaël Biron
Pour les articles homonymes, voir Biron.
Mickaël Biron, né le 26 août 1997 à Ducos en Martinique, est un footballeur français, international martiniquais, qui joue au poste d'attaquant au FC Nuremberg.

## Biographie
Issue d'une famille de sportifs, Mickael Biron a d'abord pratiqué le handball assidument, et a même été retenu par la sélection de Martinique. Il espérait faire carrière dans ce sport, mais son père l'a découragé, le poussant à se tourner vers le football. Ce n'est qu'à l'âge de 15 ans qu'il prend sa première licence de football dans le club de sa ville natale, le New Star de Ducos, tout en continuant à pratiquer le handball.
Mickael Biron explique lors d'une interview réalisée en mars 2021, son parcours atypique depuis la Martinique jusqu'à son ascension au niveau professionnel en France. Après une mauvaise expérience avec un agent dans le championnat suisse qui lui a menti et pris de l'argent, il raconte notamment qu'il a failli arrêter définitivement le football pour devenir réparateur de climatiseurs.

### Carrière en club

#### Débuts dans le monde amateur
Montrant de bonne prédispositions pour le football, Biron effectue en 2013 un essai au centre de formation de Valenciennes, mais il n'est pas retenu. Il reste pendant 3 ans en Europe, période pendant laquelle il a joué en amateur dans deux clubs suisses.
Ne pensant pas atteindre le niveau professionnel, il décide de retourner en Martinique jouer en amateur. En parallèle, il passe un CAP de peintre en bâtiment. En juillet 2018, Biron effectue malgré tout un nouvel essai avec l'AC Ajaccio en Ligue 2, également sans succès.
Tout juste rentré de la Gold Cup 2019, Biron s'engage avec le SAS Épinal le 5 juillet 2019. Il évolue en National 2 avec le club qui a éliminé sa précédente équipe, le Golden Lion de Saint-Joseph, lors du 7e tour de la Coupe de France 2019.
Lors de la saison 2019-2020, il atteint  avec le SAS Épinal les quarts de finale de Coupe de France 2020 après avoir notamment éliminé Lille. Son club sera finalement éliminé par l'AS Saint-Étienne au stade Marcel Picot devant 14000 spectateurs.
La coupe de France fut donc pour Biron, la compétition qui lui a permis de gravir tous les échelons jusqu'au niveau professionnel. Il raconte : "La Coupe de France est le meilleur moyen de se faire remarquer quand on joue en Martinique. Les clubs professionnels qui viennent détecter des joueurs ne s’intéressent qu’aux jeunes de 13 ou 14 ans. Quand tu as 18 ans, c’est plus compliqué."

#### Signature à l'AS Nancy Lorraine et passage en pro
À la suite de son bon parcours en Coupe de France, il signe lors du mercato d'été 2020 un contrat de deux saisons avec l'AS Nancy Lorraine, pensionnaire de Ligue 2, qui décide enfin de lui donner sa chance . Il passe ainsi du statut de joueur amateur à celui de joueur professionnel à l'âge de 22 ans.
Après quelques semaines dans son nouveau club, Biron gagne rapidement une place de titulaire. Il inscrit sous ses nouvelles couleurs son 1er but en professionnel de la poitrine face à Guingamp dès la 2de journée de championnat, le 29 août 2020. Lors de ce même match il marquera un second but, pour s'offrir son premier doublé en Ligue 2. Le 27 février 2021, lors de la 27e journée du championnat de Ligue 2 2019-2020 face à Châteauroux, il est l'auteur d'un triplé, ainsi que d'une passe décisive. Il termine cette première saison en étant le meilleur buteur de l'équipe avec 12 réalisations, et réalisant 2 passes décisives, ce qui fait de lui le 7e meilleur buteur du championnat. A la clôture de l'exercice, Biron est largement élu chardon de la saison par les supporters de l'ASNL, c'est-à-dire le meilleur joueur du club.
Lors de l'été 2021, il est acheté par le KV Ostende (détenu par les mêmes actionnaires que l'ASNL) pour aider le club lorrain à équilibrer ses comptes. Il signe un contrat de quatre ans mais il est immédiatement prêté pour deux saisons à l'ASNL.
Il vit un début de saison compliqué à l'image de son club (qui occupe la place de lanterne rouge après 15 journées de championnat) mais inscrit un triplé lors de la 15e journée face à Niort.

### Carrière internationale
Il dispute son premier match en sélection le 5 juin 2018, en amical contre la Guyane. Entrant en cours de jeu, il inscrit un doublé. Il marque un nouveau doublé le 16 octobre de la même année, contre les îles Vierges britanniques, lors du tour de qualification de la Ligue des nations de la CONCACAF 2019-2020. Le 26 mars 2022, lors de la rencontre entre la Martinique et la Guadeloupe, Mickaël Biron inscrit 2 buts et la Martinique l'emporte 4 buts à 3 .